# Wustermark
Wustermark település Németországban, azon belül Brandenburgban. Lakosainak száma 11 211 fő (2023. december 31.).

## Népesség
A település népességének változása:
| Lakosok száma | 6643 | 7878 | 9928 | 10 401 | 10 922 | 11 211 |
|               | 2000 | 2010 | 2020 | 2021   | 2022   | 2023   |